# Macedonia (Alabama)
Macedonia is een plaats (town) in de Amerikaanse staat Alabama, en valt bestuurlijk gezien onder Pickens County.

## Demografie
Bij de volkstelling in 2000 werd het aantal inwoners vastgesteld op 291.

## Geografie
Volgens het United States Census Bureau beslaat de plaats een oppervlakte van
5,7 km², geheel bestaande uit land.

## Plaatsen in de nabije omgeving
De onderstaande figuur toont de plaatsen in een straal van 24 km rond Macedonia.